# Cúp bóng đá Nam Mỹ 1999
Cúp bóng đá Nam Mỹ 1999 là Cúp bóng đá Nam Mỹ lần thứ 39, diễn ra ở Paraguay từ 29 tháng 6 đến 18 tháng 7 năm 1995. Giải đấu có 12 đội tuyển tham gia, trong đó Mexico từ CONCACAF và Nhật Bản từ AFC là những đội khách mời, chia làm 3 bảng 4 đội để chọn ra 2 đội đứng đầu bảng và đội đứng thứ ba xuất sắc nhất lọt vào vòng trong. Đương kim vô địch Brasil bảo vệ chức vô địch sau khi vượt qua Uruguay ở trận chung kết.

## Địa điểm
| Pedro Juan CaballeroAsunciónLuqueCiudad del Este | Pedro Juan CaballeroAsunciónLuqueCiudad del Este | Pedro Juan Caballero                 |
| ------------------------------------------------ | ------------------------------------------------ | ------------------------------------ |
| Pedro Juan CaballeroAsunciónLuqueCiudad del Este | Pedro Juan CaballeroAsunciónLuqueCiudad del Este | Sân vận động Tưởng niệm Río Parapití |
| Pedro Juan CaballeroAsunciónLuqueCiudad del Este | Pedro Juan CaballeroAsunciónLuqueCiudad del Este | Sức chứa: 30.000                     |
| Pedro Juan CaballeroAsunciónLuqueCiudad del Este | Pedro Juan CaballeroAsunciónLuqueCiudad del Este |                                      |
| Pedro Juan CaballeroAsunciónLuqueCiudad del Este | Pedro Juan CaballeroAsunciónLuqueCiudad del Este | Ciudad del Este                      |
| Pedro Juan CaballeroAsunciónLuqueCiudad del Este | Pedro Juan CaballeroAsunciónLuqueCiudad del Este | Sân vận động Antonio Oddone Sarubbi  |
| Pedro Juan CaballeroAsunciónLuqueCiudad del Este | Pedro Juan CaballeroAsunciónLuqueCiudad del Este | Sức chứa: 28.000                     |
| Pedro Juan CaballeroAsunciónLuqueCiudad del Este | Pedro Juan CaballeroAsunciónLuqueCiudad del Este |                                      |
| Asunción                                         | Asunción                                         | Luque                                |
| Sân vận động Defensores del Chaco                | Sân vận động General Pablo Rojas                 | Sân vận động Feliciano Cáceres       |
| Sức chứa: 36.000                                 | Sức chứa: 32.910                                 | Sức chứa: 25.000                     |
|                                                  |                                                  |                                      |

## Vòng bảng

### Bảng A
| Đội      | Pld | W | D | L | GF | GA | GD | Pts |
| -------- | --- | - | - | - | -- | -- | -- | --- |
| Paraguay | 3   | 2 | 1 | 0 | 5  | 0  | +5 | 7   |
| Perú     | 3   | 2 | 0 | 1 | 4  | 3  | +1 | 6   |
| Bolivia  | 3   | 0 | 2 | 1 | 1  | 2  | −1 | 2   |
| Nhật Bản | 3   | 0 | 1 | 2 | 3  | 8  | −5 | 1   |

| Paraguay | 0–0 | Bolivia |
| -------- | --- | ------- |
|          |     |         |

| Perú                       | 3–2 | Nhật Bản             |
| -------------------------- | --- | -------------------- |
| Soto 70' · Holsen 74', 81' |     | Lopes 6' · Miura 77' |

| Paraguay                               | 4–0 | Nhật Bản |
| -------------------------------------- | --- | -------- |
| Benítez 18', 62' · Santa Cruz 40', 86' |     |          |

| Perú           | 1–0 | Bolivia |
| -------------- | --- | ------- |
| Zúniga 87' 90' |     |         |

| Bolivia                         | 1–1 | Nhật Bản                      |
| ------------------------------- | --- | ----------------------------- |
| E. Sánchez 18' · O. Sánchez 44' |     | Lopes 75' (ph.đ.) · Ihara 82' |

| Paraguay       | 1–0 | Perú |
| -------------- | --- | ---- |
| Santa Cruz 88' |     |      |

### Bảng B
| Đội       | Pld | W | D | L | GF | GA | GD  | Pts |
| --------- | --- | - | - | - | -- | -- | --- | --- |
| Brasil    | 3   | 3 | 0 | 0 | 10 | 1  | +9  | 9   |
| México    | 3   | 2 | 0 | 1 | 5  | 3  | +2  | 6   |
| Chile     | 3   | 1 | 0 | 2 | 3  | 2  | +1  | 3   |
| Venezuela | 3   | 0 | 0 | 3 | 1  | 13 | −12 | 0   |

| Brasil                                                                           | 7–0      | Venezuela |
| -------------------------------------------------------------------------------- | -------- | --------- |
| Ronaldo 28', 62' · Emerson 40' · Amoroso 54', 81' · Ronaldinho 74' · Rivaldo 82' | Chi tiết |           |

| Chile | 0–1      | México        |
| ----- | -------- | ------------- |
|       | Chi tiết | Hernández 59' |

| Brasil                 | 2–1      | México       |
| ---------------------- | -------- | ------------ |
| Amoroso 20' · Alex 45' | Chi tiết | Terrazas 74' |

| Chile                                                                   | 3–0      | Venezuela   |
| ----------------------------------------------------------------------- | -------- | ----------- |
| Zamorano 5' · Estay 21' · Tortolero 66' (l.n.) · Vargas 39' · Salas 69' | Chi tiết | Álvarez 18' |

| Brasil              | 1–0      | Chile |
| ------------------- | -------- | ----- |
| Ronaldo 36' (ph.đ.) | Chi tiết |       |

| México                           | 3–1      | Venezuela    |
| -------------------------------- | -------- | ------------ |
| Blanco 21', 39' 84' · Osorno 29' | Chi tiết | Urdaneta 72' |

### Bảng C
| Đội       | Pld | W | D | L | GF | GA | GD | Pts |
| --------- | --- | - | - | - | -- | -- | -- | --- |
| Colombia  | 3   | 3 | 0 | 0 | 6  | 1  | +5 | 9   |
| Argentina | 3   | 2 | 0 | 1 | 5  | 4  | +1 | 6   |
| Uruguay   | 3   | 1 | 0 | 2 | 2  | 4  | −2 | 3   |
| Ecuador   | 3   | 0 | 0 | 3 | 3  | 7  | −4 | 0   |

| Argentina                      | 3–1 | Ecuador      |
| ------------------------------ | --- | ------------ |
| Simeone 12' · Palermo 55', 61' |     | Kaviedes 77' |

| Uruguay                    | 0–1 | Colombia    |
| -------------------------- | --- | ----------- |
| López 67' · Magallanes 90' |     | Bonilla 20' |

| Argentina   | 0–3 | Colombia                                      |
| ----------- | --- | --------------------------------------------- |
| Zanetti 69' |     | Córdoba 10' (ph.đ.) · Congo 79' · Montaño 87' |

| Uruguay           | 2–1 | Ecuador      |
| ----------------- | --- | ------------ |
| Zalayeta 72', 74' |     | Kaviedes 78' |

| Uruguay | 0–2 | Argentina                                  |
| ------- | --- | ------------------------------------------ |
|         |     | Kily González 1' · Palermo 56' · Vivas 73' |

| Colombia                  | 2–1 | Ecuador      |
| ------------------------- | --- | ------------ |
| Morantes 37' · Ricard 39' |     | Graziani 50' |

### Thứ tự các đội xếp thứ ba
| Bảng | Đội     | Pld | W | D | L | GF | GA | GD | Pts |
| ---- | ------- | --- | - | - | - | -- | -- | -- | --- |
| B    | Chile   | 3   | 1 | 0 | 2 | 3  | 2  | +1 | 3   |
| C    | Uruguay | 3   | 1 | 0 | 2 | 2  | 4  | −2 | 3   |
| A    | Bolivia | 3   | 0 | 2 | 1 | 1  | 2  | −1 | 2   |

## Vòng đấu loại trực tiếp
|  | Tứ kết                       | Tứ kết                       |                       |       | Bán kết       | Bán kết       |  |  | Chung kết | Chung kết |
|  |                              |                              |                       |       |               |               |  |  |           |           |
|  | 10 tháng 7 - Asunción        |                              |                       |       |               |               |  |  |           |           |
|  |                              |                              |                       |       |               |               |  |  |           |           |
|  | Paraguay                     | 1 (3)                        |                       |       |               |               |  |  |           |           |
|  | Paraguay                     | 1 (3)                        | 13 tháng 7 - Asunción |       |               |               |  |  |           |           |
|  | Uruguay (pen.)               | 1 (5)                        |                       |       |               |               |  |  |           |           |
|  | Uruguay (pen.)               | 1 (5)                        | Uruguay (pen.)        | 1 (5) |               |               |  |  |           |           |
|  | 11 tháng 7 - Luque           |                              | Uruguay (pen.)        | 1 (5) |               |               |  |  |           |           |
|  |                              | Chile                        | 1 (3)                 |       |               |               |  |  |           |           |
|  | Colombia                     | Chile                        | 1 (3)                 | 2     |               |               |  |  |           |           |
|  | Colombia                     |                              | 18 tháng 7 - Asunción | 2     |               |               |  |  |           |           |
|  | Chile                        | 3                            |                       |       |               |               |  |  |           |           |
|  | Chile                        | 3                            | Uruguay               | 0     |               |               |  |  |           |           |
|  | 10 tháng 7 - Asunción        |                              | Uruguay               | 0     |               |               |  |  |           |           |
|  |                              | Brasil                       | 3                     |       |               |               |  |  |           |           |
|  | Perú                         | Brasil                       | 3                     | 3 (2) |               |               |  |  |           |           |
|  | Perú                         | 14 tháng 7 - Ciudad del Este |                       | 3 (2) |               |               |  |  |           |           |
|  | México (pen.)                | 3 (4)                        |                       |       |               |               |  |  |           |           |
|  | México (pen.)                | 3 (4)                        | México                | 0     |               |               |  |  |           |           |
|  | 11 tháng 7 - Ciudad del Este |                              | México                | 0     |               |               |  |  |           |           |
|  |                              | Brasil                       | 2                     |       | Tranh hạng ba | Tranh hạng ba |  |  |           |           |
|  | Brasil                       | Brasil                       | 2                     | 2     | Tranh hạng ba | Tranh hạng ba |  |  |           |           |
|  | Brasil                       |                              | 17 tháng 7 - Asunción | 2     |               |               |  |  |           |           |
|  | Argentina                    | 1                            |                       |       |               |               |  |  |           |           |
|  | Argentina                    | 1                            | Chile                 | 1     |               |               |  |  |           |           |
|  |                              |                              |                       |       |               |               |  |  |           |           |
|  | México                       | 2                            |                       |       |               |               |  |  |           |           |
|  | México                       | 2                            |                       |       |               |               |  |  |           |           |

### Tứ kết
| México                                   | 3–3 | Perú                                      |
| ---------------------------------------- | --- | ----------------------------------------- |
| Hernández 28', 33' (ph.đ.) · Torrado 87' |     | Palacios 6' · Pereda 15' · Solano 40'     |
| Loạt sút luân lưu                        |     |                                           |
| Suárez · Terrazas · García · Zepeda      | 4–2 | Solano · Jorge Soto · José Soto · Reynoso |

| Uruguay                                             | 1–1 | Paraguay                           |
| --------------------------------------------------- | --- | ---------------------------------- |
| Zalayeta 65'                                        |     | Benítez 15'                        |
| Loạt sút luân lưu                                   |     |                                    |
| Fleurquín · Guigou · Alonso · Zalayeta · Magallanes | 5–3 | Acuña · Gamarra · Enciso · Benítez |

| Chile                         | 3–2 | Colombia                |
| ----------------------------- | --- | ----------------------- |
| Reyes 25', 50' · Zamorano 65' |     | Bolaño 7' · Bonilla 35' |

| Brasil                    | 2–1 | Argentina |
| ------------------------- | --- | --------- |
| Rivaldo 32' · Ronaldo 48' |     | Sorín 10' |

### Bán kết
| Uruguay                                             | 1–1      | Chile                           |
| --------------------------------------------------- | -------- | ------------------------------- |
| Lembo 22'                                           | Chi tiết | Zamorano 73'                    |
| Loạt sút luân lưu                                   |          |                                 |
| Del Campo · Guigou · Alonso · Zalayeta · Magallanes | 5–3      | Vargas · Aros · Pizarro · Reyes |

| Brasil                    | 2–0      | México |
| ------------------------- | -------- | ------ |
| Amoroso 24' · Rivaldo 42' | Chi tiết |        |

### Tranh hạng ba
| Chile        | 1–2      | México                    |
| ------------ | -------- | ------------------------- |
| Palacios 81' | Chi tiết | Palencia 26' · Zepeda 87' |

### Chung kết
| Brasil                         | 3–0      | Uruguay |
| ------------------------------ | -------- | ------- |
| Rivaldo 20', 27' · Ronaldo 46' | Chi tiết |         |

### Vô địch
| Vô địch Copa América 1999 Brasil Lần thứ sáu |

## Danh sách cầu thủ ghi bàn
| 5 bàn - Ronaldo - Rivaldo 4 bàn - Márcio Amoroso 3 bàn - Palermo - Zamorano - Hernández - Benítez - Roque Santa Cruz - Zalayeta 2 bàn - Reyes - Bonilla - Kaviedes - Lopes - Blanco - Roberto Holsen | 1 bàn - Kily González - Simeone - Sorín - Sánchez - Alex - Emerson - Ronaldinho - Estay - Palacios - Bolaño - Congo - Córdoba - Montaño - Morantes - Ricard | - Graziani - Miura - Osorno - Palencia - Terrazas - Torrado - Zepeda - Palacios - Pereda - Solano - Jorge Soto - Zúñiga - Lembo - Urdaneta phản lưới nhà - Tortolero |

## Bảng xếp hạng giải đấu
| Pos                 | Đội       | Pld | W | D | L | GF | GA | GD  | Pts | Eff    |
| ------------------- | --------- | --- | - | - | - | -- | -- | --- | --- | ------ |
| 1                   | Brasil    | 6   | 6 | 0 | 0 | 17 | 2  | +15 | 18  | 100.0% |
| 2                   | México    | 6   | 3 | 1 | 2 | 10 | 9  | +1  | 10  | 55.6%  |
| 3                   | Colombia  | 4   | 3 | 0 | 1 | 8  | 3  | +4  | 9   | 75.0%  |
| 4                   | Paraguay  | 4   | 2 | 2 | 0 | 6  | 1  | +5  | 8   | 66.7%  |
| Bị loại ở tứ kết    |           |     |   |   |   |    |    |     |     |        |
| 5                   | Chile     | 6   | 2 | 1 | 3 | 8  | 7  | +1  | 7   | 38.9%  |
| 6                   | Perú      | 4   | 2 | 1 | 1 | 7  | 6  | +1  | 7   | 58.3%  |
| 7                   | Argentina | 4   | 2 | 0 | 2 | 6  | 6  | 0   | 6   | 50.0%  |
| 8                   | Uruguay   | 6   | 1 | 2 | 3 | 4  | 9  | −5  | 5   | 27.8%  |
| Bị loại ở vòng bảng |           |     |   |   |   |    |    |     |     |        |
| 9                   | Bolivia   | 3   | 0 | 2 | 1 | 1  | 2  | −1  | 2   | 22.2%  |
| 10                  | Nhật Bản  | 3   | 0 | 1 | 2 | 3  | 8  | −5  | 1   | 11.1%  |
| 11                  | Ecuador   | 3   | 0 | 0 | 3 | 3  | 7  | −4  | 0   | 0.0%   |
| 12                  | Venezuela | 3   | 0 | 0 | 3 | 1  | 13 | −12 | 0   | 0.0%   |